# Посьетское городское поселение

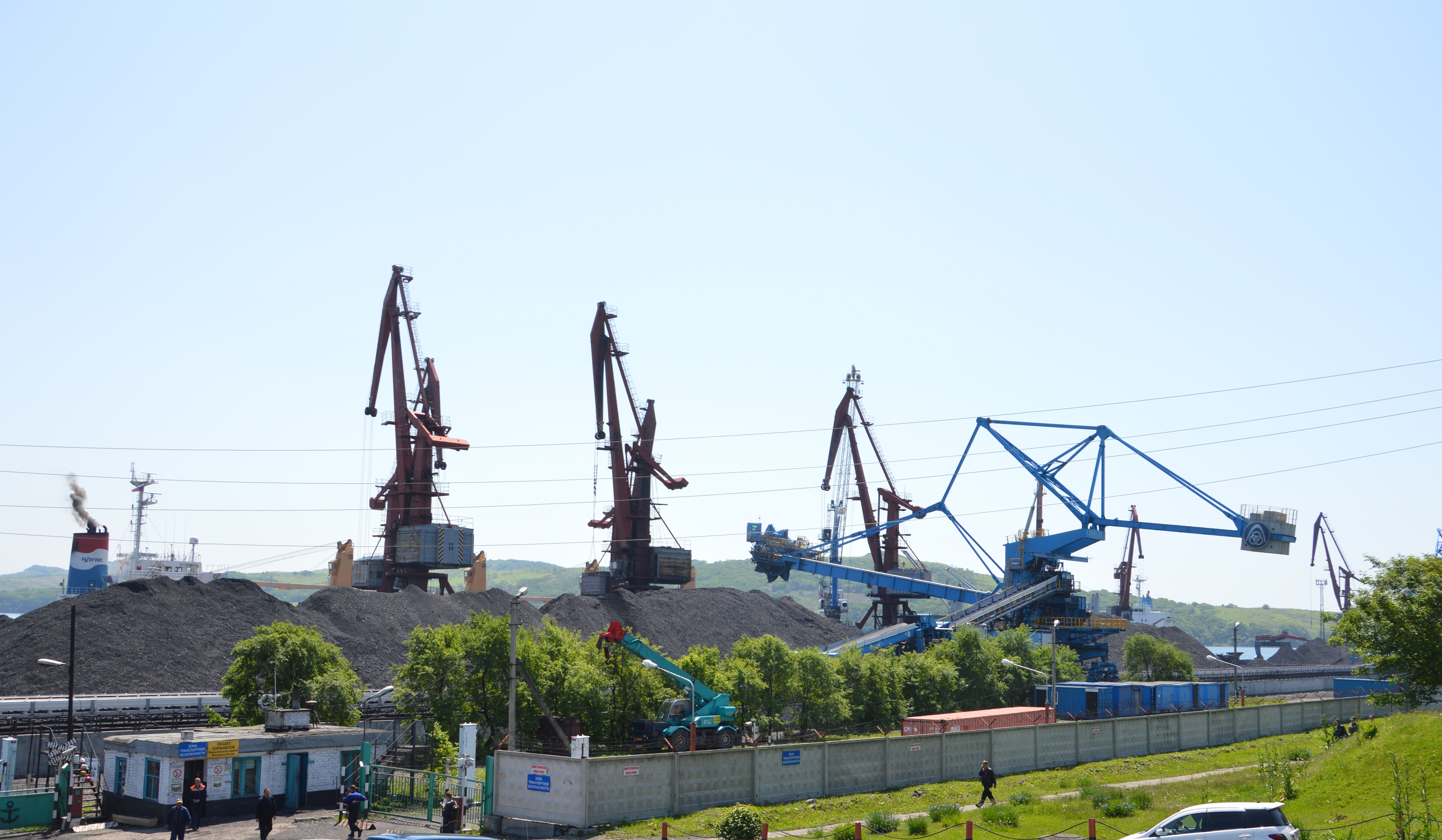
Торговый порт Посьет

Памятник Героям Хасана в пгт. Посьет

Посьетское городско́е поселе́ние — городское поселение в Хасанском районе Приморского края.
Административный центр — пгт Посьет.

## История
Статус и границы городского поселения установлены Законом Приморского края от 6 декабря 2004 года № 187-КЗ «О Хасанском муниципальном районе»

## Население
| 1989  | 2001  | 2002  | 2003  | 2004  | 2005  | 2006  |
| ----- | ----- | ----- | ----- | ----- | ----- | ----- |
| 3070  | ↗3200 | ↗3579 | ↗3620 | ↗3670 | ↗3720 | ↘3700 |
| 2007  | 2008  | 2009  | 2010  | 2011  | 2012  | 2013  |
| ↘3680 | ↗3730 | ↘3670 | ↘2226 | ↗2227 | ↗2311 | ↗2380 |
| 2014  | 2015  | 2016  | 2017  | 2018  | 2019  | 2020  |
| ↗2410 | ↘2386 | ↘2360 | ↘2286 | ↘2190 | ↗2256 | ↗2298 |
| 2021  |       |       |       |       |       |       |
| ↘2083 |       |       |       |       |       |       |

## Состав городского поселения
В состав городского поселения входят 2 населённых пункта:
| № | Населённый пункт | Тип населённого пункта      | Население |
| - | ---------------- | --------------------------- | --------- |
| 1 | Гвоздево         | село                        | ↘437      |
| 2 | Посьет           | пгт, административный центр | ↘1521     |

## Местное самоуправление
Администрация
Адрес: 692705, пгт Посьет, ул. Портовая, 46.
Глава администрации
- Зайцева Елена Григорьевна

## Экономика
Крупнейшие налогоплательщики в поселении - АО «Торговый порт Посьет» (принадлежит ПАО «Мечел») и Хасанский (Посьетский) погранотряд.